# Elección a la Asamblea Constituyente de Alemania Oriental de 1949
Las elecciones para una Asamblea Constituyente se celebraron en Alemania del Este en mayo de 1949. A los votantes se les presentó una lista unitaria, el "Bloque de los Partidos Democráticos Antifascistas" (más conocido como Bloque Democrático), que a su vez fue liderado por el comunista Partido Socialista Unificado de Alemania. Los electores sólo tenían la opción de aprobar o rechazar la lista. En gran parte del país, el voto no fue secreto.
Según cifras oficiales, el 95,2% de los votantes inscritos participó, y el 66% de ellos aprobó la lista. Este sería el más bajo porcentaje de votos para una lista liderada por el SED durante las cuatro décadas de régimen comunista en Alemania Oriental. En años posteriores, el Frente Nacional, sucesor del Bloque Democrático, ganaría un porcentaje de votos superior al 99%.

## Resultados
| Opción                             | Votos      | %    |
| ---------------------------------- | ---------- | ---- |
| Bloque Democrático                 | 7 943 949  | 66,1 |
| En contra                          | 4 080 272  | 33,9 |
| Votos nulos/blancos                | 863 013    | –    |
| Total                              | 12 887 234 | 100  |
| Votantes registrados/Participación | 13 533 071 | 95,2 |
| Fuente: Nohlen & Stöver            |            |      |

## Consecuencias
La Asamblea Constituyente aprobó la primera Constitución de la Alemania Oriental en octubre, y proclamó la creación de la República Democrática Alemana el 7 de octubre. Tras esto, la Asamblea se transformó en la primera Volkskammer (Cámara del Pueblo) de la Alemania Oriental, cuya composición fue la siguiente:
| Partido                                                          | Escaños |
| ---------------------------------------------------------------- | ------- |
| Partido Socialista Unificado de Alemania                         | 90      |
| Unión Demócrata Cristiana                                        | 45      |
| Partido Liberal Democrático de Alemania                          | 45      |
| Independientes                                                   | 35      |
| Federación Alemana de Sindicatos Libres                          | 30      |
| Partido Nacional Democrático de Alemania                         | 15      |
| Partido Democrático Campesino de Alemania                        | 15      |
| Juventud Libre Alemana                                           | 10      |
| Kulturbund                                                       | 10      |
| Liga de Mujeres Demócratas                                       | 10      |
| Unión de los Perseguidos del Régimen Nazi                        | 10      |
| Partido Socialdemócrata de Alemania (sección en Berlín oriental) | 5       |